# キスの途中
「キスの途中」（きすのとちゅう）は、1991年10月9日に発売されたB.B.クィーンズの4枚目のシングル。

## 解説
NHK「週刊・ヤング情報」エンディング・テーマ。作詞を担当した秋元康は同番組の出演者であった。
カップリングの「Dream Island」は「TOKYO SLIM'91」キャンペーンソング。アルバム未収録。

## 収録曲
（全作曲・編曲：織田哲郎）
1. キスの途中
作詞：秋元康
2. Dream Island
作詞：三浦徳子
3. キスの途中（オリジナル・カラオケ）

## 収録アルバム
- complete of B.B.QUEENS at the BEING studio（#1）
- BEST OF BEST 1000 B.B.クィーンズ（#1）